# Juegos Europeos de 2019
Los Juegos Europeos de 2019 (en bielorruso Еўрапейскія гульні 2019 y en ruso Европейские игры 2019) fue la segunda edición de los Juegos Europeos que se celebraron a cabo en Minsk (Bielorrusia) del 21 al 30 de junio de 2019. Estos juegos contaron con 200 eventos en 23 disciplinas deportivas. Los organizadores de este evento multideportivo esperaron alrededor de 4000 atletas de 50 países participantes.

## Elección de la sede
Inicialmente, el Comité Olímpico Europeo en su asamblea extraordinaria del 16 de mayo de 2015 había elegido a los Países Bajos para que organizara los Juegos Europeos en varias ciudades (Ámsterdam, La Haya, Eindhoven, Róterdam y Utrecht), pero semanas después dicho país renunció a realizar el certamen multideportivo. Después seleccionaron a las ciudades que iban a ser candidatas para los juegos europeos:
- Minsk, Bielorrusia
- Glasgow, Reino Unido
- Poznan, Polonia
- Sochi y Kazán, Rusia
- Estambul y Mersin, Turquía

En noviembre de 2015, Rusia anunció que sería el país anfitrión de los juegos europeos, pero al mismo tiempo la AMA (en sus siglas en inglés WADA) comenzó, por parte del COI, la investigación sobre el escándalo de dopaje de los deportistas rusos que conlleva la renuncia de su candidatura y apoyo en un evento deportivo del continente europeo. 
Finalmente, durante la 45.ª asamblea general del COE, que tuvo lugar en Minsk el 21 de octubre de 2016, se anunció que los segundos juegos europeos tendrán lugar en Bielorrusia en junio de 2019. La ciudad anfitriona será Minsk.
| 45.ª Sesión del Comité Olímpico Europeo 21 de octubre de 2016, Minsk, Bielorrusia |          |          |          |
| Ciudad                                                                            | Votación | Votación | Votación |
| Minsk (BLR)                                                                       | Unánime  |          |          |

## Preparación

### Mascota
En otoño de 2017, se anunció un concurso abierto para el desarrollo de Bielorrusia de la mascota de los Juegos Europeos. Cualquiera podía participar en el concurso. Más de 2000 variantes fueron recogidas de profesionales y aficionados. La presentación pública de la versión ganadora tuvo lugar en una de las salas de cine el 29 de noviembre de 2018. La mascota elegida fue un bebé zorro llamado "Lesik" que usa una camisa y pantalones cortos con los colores del logo de los juegos y usa zapatos y un gorro con el eslogan de los juegos.

### Sedes
El Comité Organizador planea involucrar a las instalaciones deportivas ya existían después de su renovación.  La apertura y clausura, así como las competiciones en pista y campo, se llevarán a cabo en el Estadio Dinamo.
Los atletas, oficiales de equipo y otro personales del equipo van a vivir en la villa de los estudiantes, preparada para acoger hasta 6000 personas. Parte de las instalaciones de la villa ya se ha puesto en funcionamiento, parte de ella se completó en abril de 2019.
| Clave de colores | Clave de colores  |
| ---------------- | ----------------- |
| E                | Sede ya existente |
| N                | Sede nueva        |
| R                | Sede remodelada   |

| Sede                         | Deportes              | Capacidad |   |
| ---------------------------- | --------------------- | --------- | - |
| Estadio Dinamo               | Ceremonias, Atletismo | 22,000    | R |
| Minsk Arena                  | Gimnasia              | 8,000     | E |
| Palacio de Deportes de Minsk | Sambo, Lucha          | 3,300     | E |

## Deportes
En los Juegos Europeos de Minsk 2019 se disputaron competiciones en 15 deportes: 11 deportes olímpicos, dos deportes no olímpicos (karate y sambo) y dos modalidades no olímpicas de deportes olímpicos (baloncesto 3x3 y fútbol playa). Se eliminaron varias disciplinas deportivas después de los Juegos Europeos de Bakú 2015: deportes acuáticos (natación, natación sincronizada, saltos y waterpolo), BMX, ciclismo de montaña, esgrima, taekwondo, triatlón y voleibol (voleibol y vóley playa).
| - Atletismo - Bádminton - Baloncesto 3x3 - Boxeo - Ciclismo | - Fútbol playa - Gimnasia - Judo - Karate - Lucha | - Piragüismo - Sambo - Tenis de mesa - Tiro - Tiro con arco |

## Participantes
En estos juegos participaron 50 países pertenecientes a los Comités Olímpicos Europeos, representados por alrededor de 4000 deportistas.
| Lista de naciones participantes (cantidad de deportistas) | Lista de naciones participantes (cantidad de deportistas) | Lista de naciones participantes (cantidad de deportistas) |
| --- | --- | --- |
| - Albania (ALB) - Alemania (GER) - Andorra (AND) - Armenia (ARM) - Austria (AUT) - Azerbaiyán (AZE) - Bielorrusia (BLR) (221) - Bélgica (BEL) - Bosnia y Herzegovina (BIH) - Bulgaria (BUL) - Croacia (CRO) - Chipre (CYP) - Dinamarca (DEN) - España (ESP) - Eslovaquia (SVK) - Eslovenia (SLO) - Estonia (EST) | - Finlandia (FIN) - Francia (FRA) - Georgia (GEO) - Grecia (GRE) (61) - Hungría (HUN) - Irlanda (IRL) - Islandia (ISL) - Israel (ISR) - Italia (ITA) - Kosovo (KOS) - Letonia (LAT) - Liechtenstein (LIE) - Lituania (LTU) - Luxemburgo (LUX) - Macedonia del Norte (MKD) - Malta (MLT) - Moldavia (MDA) | - Mónaco (MON) - Montenegro (MNE) - Noruega (NOR) - Países Bajos (NED) - Polonia (POL) - Portugal (POR) - Reino Unido (GBR) - República Checa (CZE) - Rumania (ROU) - Rusia (RUS) - San Marino (SMR) - Serbia (SRB) - Suecia (SWE) - Suiza (SUI) - Turquía (TUR) - Ucrania (UKR) |

## Desarrollo

### Calendario
La competición constó de 200 eventos en 15 deportes.
| AP | Apertura | ● | Competiciones | 1 | Eventos finales | CL | Clausura |

| Junio                 | Junio            | 21 Vie | 22 Sab | 23 Dom | 24 Lun | 25 Mar | 26 Mie | 27 Jue | 28 Vie | 29 Sab | 30 Dom | Medallas Eventos |
| --------------------- | ---------------- | ------ | ------ | ------ | ------ | ------ | ------ | ------ | ------ | ------ | ------ | ---------------- |
| Ceremonias            | Ceremonias       | AP     |        |        |        |        |        |        |        |        | CL     |                  |
| Atletismo             | Atletismo        |        |        | 9      |        | ●      | ●      |        | 1      |        |        | 10               |
| Bádminton             | Bádminton        |        |        |        | ●      | ●      | ●      | ●      | ●      | 2      | 3      | 5                |
| Baloncesto (3x3)      | Baloncesto (3x3) | ●      | ●      | ●      | 2      |        |        |        |        |        |        | 2                |
| Boxeo                 | Boxeo            | ●      | ●      | ●      | ●      | ●      | ●      |        | ●      | 7      | 8      | 15               |
| Ciclismo              |                  |        |        |        |        |        |        |        |        |        |        |                  |
| Ciclismo de carretera |                  | 1      | 1      |        | 2      |        |        |        |        |        | 4      |                  |
| Ciclismo de pista     |                  |        |        |        |        |        | 4      | 5      | 5      | 6      | 20     |                  |
| Fútbol playa          | Fútbol playa     |        |        |        |        | ●      | ●      | ●      | ●      | 1      |        | 1                |
| Gimnasia              |                  |        |        |        |        |        |        |        |        |        |        |                  |
| Gimnasia Acrobática   |                  | 4      | 2      |        |        |        |        |        |        |        | 6      |                  |
| Gimnasia Aerobica     |                  |        |        | 1      | 1      |        |        |        |        |        | 2      |                  |
| Gimnasia Artística    |                  |        |        |        |        |        | ●      |        | 2      | 10     | 12     |                  |
| Gimnasia Rítmica      |                  | 1      | 7      |        |        |        |        |        |        |        | 8      |                  |
| Trampolín             |                  |        |        | 2      | 2      |        |        |        |        |        | 4      |                  |
| Judo                  | Judo             |        | 5      | 4      | 5      | 1      |        |        |        |        |        | 15               |
| Karate                | Karate           |        |        |        |        |        |        |        |        | 6      | 6      | 12               |
| Lucha                 | Lucha            |        |        |        |        | ●      | 4      | 4      | 4      | 3      | 3      | 18               |
| Piragüismo            | Piragüismo       |        |        |        |        | ●      | 5      | 11     |        |        |        | 16               |
| Sambo                 | Sambo            |        | 9      | 9      |        |        |        |        |        |        |        | 18               |
| Tenis de mesa         | Tenis de mesa    |        | ●      | ●      | ●      | 1      | 2      | ●      | ●      | 2      |        | 5                |
| Tiro                  | Tiro             |        | 2      | 4      | 2      | 1      | 2      | 4      | 3      | 1      |        | 19               |
| Tiro con arco         | Tiro con arco    | ●      | 2      | 2      | ●      | ●      | 2      | 2      |        |        |        | 8                |
| Total                 | Total            | 0      | 24     | 38     | 14     | 8      | 16     | 24     | 12     | 28     | 36     | 200              |
| Junio                 | Junio            | 21 Vie | 22 Sab | 23 Dom | 24 Lun | 25 Mar | 26 Mie | 27 Jue | 28 Vie | 29 Sab | 30 Dom | Medallas Eventos |

## Medallero
País organizador
| Núm. | País               | Oro | Plata | Bronce | Total |
| ---- | ------------------ | --- | ----- | ------ | ----- |
| 1    | Rusia (RUS)        | 44  | 23    | 42     | 109   |
| 2    | Bielorrusia (BLR)  | 24  | 16    | 29     | 69    |
| 3    | Ucrania (UKR)      | 16  | 17    | 18     | 51    |
| 4    | Italia (ITA)       | 13  | 15    | 13     | 41    |
| 5    | Países Bajos (NED) | 9   | 13    | 7      | 29    |
| 6    | Alemania (GER)     | 7   | 6     | 13     | 26    |
| 7    | Georgia (GEO )     | 6   | 10    | 14     | 30    |
| 8    | Francia (FRA)      | 6   | 9     | 13     | 28    |
| 9    | Reino Unido (GBR)  | 6   | 9     | 8      | 23    |
| 10   | Azerbaiyán (AZE)   | 5   | 10    | 13     | 28    |